# Canal de Dalt
El Canal de Dalt és un canal que serveix el Regadiu de Tremp, a la zona de regadius de l'Alt Pirineu i Aran. Serveix tota la meitat occidental -la més extensa- d'aquest regadiu del Pallars Jussà. Fou construït el 1916 per l'empresa Riegos y Fuerzas del Ebro com a contrapartida per que les administracions de la comarca donessin suport a la construcció de la central hidroelèctrica de Talarn. Aquest canal està alimentat gràcies a dues estacions de bombeig. La primera estació obté l'aigua de l'embassament de la mateixa resclosa del pantà de Sant Antoni, la segona és al túnel construït perquè el canal passi per sota el poble de Talarn.
Aquest regadiu serveix els municipis de Talarn, Tremp i Castell de Mur. El canal arrenca del pantà de Sant Antoni; té el punt de sortida a l'extrem nord-oest de la presa del pantà, des d'on segueix a uns 485 m. alt. per la riba esquerra del barranc de Seròs, per la partida de la Santa Creu, des d'on s'adreça cap al pont del ferrocarril damunt del barranc. En aquest lloc, el canal travessa el barranc, i s'adreça a la banda oposada del barranc, on va a buscar el començament d'un túnel a través del qual el canal travessa per sota de Talarn, i va a sortir pel sud-oest de la vila, a prop de la carretera que hi mena des de la C-13.
Es desvia cap a ponent, en un traçat que fa diversos angles rectes, i a llevant de Montill es bifurca en dos canals: el que va cap al sud, segueix paral·lel a la carretera esmentada, i rega la zona de la Fassina i l'occident de Tremp, en bona part encara en terme de Talarn. En aquesta zona presenta diverses derivacions per tal de cobrir aquesta àrea geogràfica. Pel costat de ponent de Tremp, ressegueix aquesta ciutat fins al seu sud-oest, on, a la zona de les Comes es retroba amb l'altra branca. Entre totes dues reguen tota la part occidental de la Noguera Pallaresa, entre Talarn i Guàrdia de Noguera.
El canal que s'adreça cap a ponent s'allunya de la ciutat de Tremp, i va a regar les Fonts, los Seixols, Purrois, lo Solà, etcètera, travessant la llau de les Llagunes (que, de fet, queda absorbida pel canal), el Torrent de la Fontvella, el barranc del Juncar, que travessa per damunt, el barranc de Ricós, que travessa per sota, el barranc de les Ametlles, la llau de les Planes, la llau de les Salades, i travessant les partides de Picons, les Serveres i Morellons, va cap a Puigcercós. En aquesta zona, se'l coneix com a Canal Principal, i també presenta algunes derivacions per anar regant les terres d'aquell sector.
Continua encara cap al sud, i torna a ser paral·lel a la carretera C-13, travessa el barranc de l'Espona, i entra en terme de Castell de Mur, on torna a subdividir-se. Travessa, en els dos ramals, el barranc de la Teulera i el barranc d'Arguinsola, i acaba el seu recorregut als camps entre l'Estació de Guàrdia de Tremp i la mateixa vila de Guàrdia de Noguera. La branca que discorre paral·lela a llevant d'aquesta mor en els camps de la zona de les cabanes de la Rafela, del Soldat i del Fidel, entre la carretera esmentada i la Noguera Pallaresa.